# Boleń (zaljev)
Boleń je zaljev Szczecinske lagune, koji se nalazi u njenom sjevernom dijelu, na južnoj obali otoka Wolin. Nalazi se u Zapadnopomeranskom vojvodstvu, Poljska, unutar Gmine Wolin, okrug Kamień. Na jugu i istoku graniči s poluotokom Rów, a sjeverno od njega nalazi se pličina Płocin.